# Sandhy Sondoro
Sandhy Soendhoro, más conocido como Sandhy Sondoro o a veces Sandhy SonDoro (Yakarta, 12 de diciembre de 1980), es un cantante y compositor indonesio. Ganador del Concurso Internacional de 2009, del evento juvenil "New Wave", organizado en Riga, Letonia.

## Biografía
Sandhy nació en Yakarta, Indonesia, bajo su nombre verdadero como Sandhy Soendhoro, sus padres son Rr. Rika Pudjihastuti y Achmad Fauzan. Sandhy tiene descendencia de diferentes grupos étnicos de Indonesia: palembangese malayo, javanés, y minangkabau. 
El provenía de una familia musical, ya que en su casa escuchaba los géneros musicales como el pop, folk, jazz y melodías de blues, ambos procedentes de los gustos musicales de su madre y su padre, ya que su progenitor tocaba en su casa la guitarra todos los días. Su primo, Ira Maya Sopha, fue un cantante famoso en Indonesia durante la década de 1970, eso cuando él era todavía un niño. 
Después de graduarse de la escuela secundaria en Yakarta, a la edad de 18 Sandhy fue a visitar a su tío en California en los Estados Unidos y se quedó allí por un tiempo, antes de viajar a Alemania para estudiar arquitectura.

## Carrera
En Alemania, se unió a una banda musical, pero rara vez participaba en los escenarios. Más adelante decidió a encontrar un trabajo fijo aprovechando que el vivía allí y buscaba la forma de mantenerse a sí mismo. Tuvo la oportunidad de trabajar en un supermercado, pero no lo consiguió ya que era demasiado tarde. De regreso a su apartamento en su bicicleta, vio a un músico callejero en la calle y le preguntó si podía reunirse con él. El músico callejero estuvo de acuerdo y a Sandhy le prestó una guitarra, comenzó a tocar en las calles de Biberach an der Riss. Tres veces a la semana se dedicó a tocar este instrumento musical junto con el músico, en lo cual compartieron el dinero.
En 1998 se trasladó a Berlín y comenzó a cantar y tocar la guitarra en bares, clubes y en metros. Su famosa canción "Down on the Streets" fue inspirado garcias a la experiencia adquirida en los metros de Berlín. También actuó en famosos teatros, como la Casa de las Culturas del Mundo de Berlín, y en los festivales de música como en el Museo "Bode". En 2005, Sandhy hizo un concierto de caridad, para colaborar y aportar dinero que había ganado en sus presentaciones, para reparar sobre el daño del famoso terremoto ocurrido en el Océano Índico den 2004, sus aportes llegaron a las víctimas del tsunami, bajo una campaña llamada "Berlín de Asia".

## Discografía

### Álbumes
- Why Don't We (2008)
- Sandhy Sondoro (2010)